# Guzmania blassii
Guzmania blassii är en gräsväxtart som beskrevs av Werner Rauh. Guzmania blassii ingår i släktet Guzmania och familjen Bromeliaceae. Inga underarter finns listade i Catalogue of Life.